# Irina Rodrigues
Irina Rodrigues (5. veljače 1991. - ) je portugalska atletičarka sprecijalizirana za bacanje diska, koja je za Portugal nastupala na Olimpijskim igrama u Londonu 2012. bez plasiranja u završnicu natjecanja. Irina je osvajačica bronce za Europskog juniorskog prvenstva 2009. u Novom Sadu i bronce na Europskom prvenstvu u atletici do 23 godine 2013. u Tampereu. Na Svjetskom prvenstvu u atletici 2013. u Moskvi Irina je u kvailifikacijama bacila 57,64 m i osvojila 17. mjesto, nedovoljno za prolaz u završnicu. Nastupila je i na Europskom prvenstvu u atletici 2014. u Zürichu, gdje je bacila 52,53 metra, dok je na Svjetskom prvenstvu u atletici 2015. u Pekingu s hicem od 52,82 metra osvojila posljednje 31. mjesto i ispala iz daljnjeg natjecanja.